# 2016년 부다페스트 폭탄 테러
부다페스트 폭탄 테러(헝가리어: Nagykörúti robbantás, 너지쾨루티 로번타시, 큰길 폭발)는 2016년 9월 24일 오후 10시 36분 18초, 부다페스트 시내에서 발생한 폭탄 테러이다. 용의자의 못폭탄으로 경찰원 2명이 부상했다. 사망자는 없었다. 2016년 10월 19일 피의자 라슬로 게르게이 ㅍ씨(23세)를 체포하였다. 라슬로 프씨의 아버지, 퍼프 라슬로가 2010년부터 2011년까지 시장이었다.